# 大藏省
大藏省（日语：〔〕／ Ōkura shō */?）是日本過往的最高財政機關，成立於明治維新時期、至2001年隨著中央省廳再編而解散，為現今財務省和金融廳之前身。奈良時代至明治維新前夕也有同名部門存在，故「大藏省」一名的使用有1300年之久。

## 历史

### 成立
大藏省的历史可以追述到日本古代律令制的八省之一，大藏省当时主要掌管了日本朝廷的大部分财政制度，包括钱币，金银，贡物，度量衡和民间货物价格的恒定等，但是税收制度则由民部省管理。
1868年1月大政奉还后，作为律令制的大藏省废除，日本朝廷設置金穀出納所，作為朝廷籌措政府營運資金的機關。後來改了幾次名稱，1868年導入太政官制時改名為會計官。
1869年（明治二年），日本开始了二官六省制度，重新设立大藏省。之后为了统一民政和财政的管理，强化中央集权，于同年9月把民部省合并进入大藏省，但是兩省在政策上有所對立，負責地租改正的民部省必須面對地方的窮困問題，而大藏省為了確保国家收入卻必須增加稅收，同时反对合并者也担心大藏省因合并民部省势力独大，1870年在反对强化中央集权的地方势力支持下大久保利通等參議决议分离大藏省与民部省。但是在中央政府内部的激進改革派推动下，民部省于1871年再次併入大藏省，让大藏省成为现代化的财政机关。。
在此后的几年里，大藏省经历短暂的改革波动，1885年末，日本开始实行内阁制度，大藏省成为负责税收、政府支出、國债、印钞、银行监管等重要职务的行政官厅，第一任旧日本宪法下的大藏大臣为后来的內閣總理大臣松方正义。由于握有完整的财政大权，大藏省在各政府部门中与陆军省、海軍省、握有警察的内務省并列为「四強」。

### 战后发展
日本在二战战败后，陸軍省、海軍省、内務省都被盟軍最高司令官總司令部 （General Headquarters，GHQ）解散，大藏省原本也被列入改组目标，但它透過充當盟軍佔領當局的「合作者」而几乎毫髮無傷地倖存下來，仅1949年6月1日，大藏省專賣局在GHQ的指導下，從大藏省獨立為日本專賣公社。
在陸軍省、海軍省、内務省都被解散改组的情况下，倖存的大藏省凭借庞大的执政影响力，成为「省中之省」、「官厅中的官厅」，发挥巨大的影响力，同时通过税务政策、公共投资、国债发行、银行管理，大藏省也成为推动日本战后经济奇迹的重要力量。

### 金融行政的分離與改革
1990年代，大藏省暴露出了多件和其相关的丑闻，重创大藏省形象，大藏省的改革被列入日本中央政府改组的计划之中。1998年6月22日，隨著金融監督廳設置，大藏省的銀行局及証券局被廢除，改為設置金融企劃局。至此、大藏省失去對民間金融機關的檢査和監督權限。2000年7月1日，隨著金融監督廳被改組成為金融廳，大藏省的金融企劃局被廢除。至此，大藏省失去金融制度的調査、企劃和立案的權限。
2001年在中央省廳再編實施時，为了消减其过于庞大的执政影响力，推行「財政、金融機關的分離（財金分離）」，大藏省被分解成为了今天的財務省和金融廳（主要负责银行监管）。在大藏省解散之际对于新的财务机关名称是否继续使用「大藏省」这一名称出现争议，为了维持财务官员的荣誉感，部分人士认为应该保留「大藏省」这个有1300年历史的名称，但这被批评是保守、仿古，最终「大藏省」名称随着其最后一次解散走入历史。最后一位大藏大臣是曾任日本总理的宮澤喜一。

## 組織架構

### 幹部
- 大藏大臣（略称「藏相」）
- 大藏政務次官
- 大藏事務次官
- 財務官

### 内部部局
- 大臣官房
  - 金融檢查部
- 主計局
- 主稅局
- 關稅局
- 理財局
- 證券局
- 銀行局
  - 保險部
- 國際金融局（國際局）

### 設施等機關
- 稅關研修所
- 關稅中央分析所
- 財政金融研究所（財務總合政策研究所）
- 會計中心

### 特別機關
- 造幣局
- 印刷局

### 地方支分部局
- 財務局
- 稅關

### 外局
- 國稅廳

## 相關紛爭及問題

### 相關紛爭
- 赤字國債（日语：赤字国債）（特例公債法） - 日美貿易摩擦（日语：日米貿易摩擦） - 广场协议 - 日美構造協議（日语：日米構造協議） - 護送船隊方式 - 總量規制（日语：総量規制）（泡沫崩潰） - 失落的十年

### 醜聞
- 大藏省接待瀆職事件

## 大藏省出身的著名人士

### 政界

#### 曾任首相者
- 若槻禮次郎
- 濱口雄幸
- 池田勇人
- 福田赳夫

- 大平正芳
- 竹下登
- 宮澤喜一

#### 曾任大臣者
- 中村是公
- 兒玉秀雄
- 勝田主計
- 市來乙彦
- 馬場鍈一
- 河田烈
- 藤井眞信
- 太田正孝
- 津島壽一
- 賀屋興宣
- 石渡莊太郎
- 星野直樹
- 迫水久常
- 前尾繁三郎
- 廣瀨豐作
- 橋本龍伍
- 內田常雄
- 愛知揆一
- 村山達雄
- 鳩山威一郎
- 金子一平
- 相澤英之
- 山下元利
- 近藤鐵雄
- 大原一三
- 越智通雄
- 津島雄二
- 藤井裕久
- 柿澤弘治
- 柳澤伯夫
- 宮下創平
- 池田行彥
- 伊吹文明
- 野田毅
- 中山成彬
- 中山恭子
- 金田勝年
- 加藤勝信
- 村田吉隆
- 片山皋月
- 中川雅治
- 平岡秀夫
- 古川元久

#### 其他政治家
- 新井將敬（眾議院議員，後自殺）
- 池田宜永（都城市市長）
- 尾崎正直（高知縣知事）
- 岸本周平（經濟產業大臣政務官）
- 坂井隆憲（內閣府副大臣、有期徒刑2年）
- 新原芳明（吳市市長）
- 關一（戰前大阪市市長）
- 伊達宗彰（戰前貴族院侯爵議員）
- 玉木雄一郎（眾議院議員）
- 寺田稔（眾議院議員）
- 豐田潤多郎（眾議院議員）
- 長崎幸太郎（山梨縣知事）
- 長島隆二（戰前眾議院議員）
- 永田寿康（眾議院議員、自殺）
- 野田實（總務政務次官）
- 福島讓二（熊本縣知事）
- 枝廣直幹（福山市市長）
- 松田學（眾議院議員）
- 溝口善兵衛（島根縣知事）
- 宮本一三（文部科学副大臣）

### 財界

#### 日本銀行總裁
- 吉原重俊
- 富田鐵之助
- 松尾臣善
- 市來乙彦
- 山際正道

- 森永貞一郎
- 澄田智
- 松下康雄
- 黑田東彥

#### 東京證券交易所理事長
- 森永貞一郎
- 谷村裕
- 竹内道雄

- 長岡實
- 山口光秀
- 土田正顯

#### 其他
- 澁澤榮一
- 河島醇 - 日本勸業銀行初代總裁
- 高橋新吉 - 日本勸業銀行第2任總裁
- 益田孝 - 三井物產創始人
- 添田壽一 - 日本興業銀行初代總裁
- 馬場鍈一 - 日本勸業銀行第6任總裁、大藏大臣
- 西野元 - 日本勸業銀行第8任總裁
- 山成喬六 - 滿洲中央銀行初代副總裁
- 岡田信 - 北海道拓殖銀行第6任頭取（銀行職位名，相當於公司的社長一職）、滿洲興業銀行第2任總裁
- 原邦道 - 日本長期信用銀行初代頭取、野村合名會社總務理事
- 星野喜代治 - 日本債券信用銀行初代頭取
- 中村建城 - 就任大藏次官前遭遇公職追放，任日本債券信用銀行第2任頭取
- 渡邊武 - 亞洲開發銀行初代總裁
- 河野一之 - 太陽神戶銀行初代會長、日本長期信用銀行副頭取
- 石野信一 - 太陽神戶銀行初代頭取
- 中田乙一 - 三菱地所社長
- 庭山慶一郎 - 日本住宅金融社長／「mister住專」
- 柏木雄介 - 東京銀行會長
- 高木文雄 - 日本國有鐵道總裁
- 齋藤次郎 - 東京金融取引所社長、日本郵政社長
- 小川是 - 橫濱銀行會長
- 井洋治 - 日本煙草產業會長
- 潮明夫 - ORIX銀行社長

地方銀行
- 田頭基典 - 島根銀行頭取
- 東條敬 - 福邦銀行頭取
- 渡邊健雄 - 福邦銀行頭取

### 學界
- 青木得三　中央大學教授
- 荒木信義　大分大學教授
- 荒卷健二　東京大學名譽教授
- 飯田彬　日本大學教授
- 今谷明　國際日本文化研究中心名譽教授、帝京大學教授
- 內海孚　慶應義塾大學教授
- 太田正孝　中央大學教授
- 大內兵衛　東京大學名譽教授、法政大學總長
- 大久保和正　武藏野大學教授
- 小黑一正　法政大學教授
- 小田村四郎　拓殖大學總長
- 小幡績　慶應義塾大學副教授
- 柏木茂雄　慶應義塾大學大學院教授
- 北野弘久　日本大學名譽教授、國稅廳官吏出身
- 北村歲治　早稻田大學教授
- 小部春美　政策研究大學院大學教授
- 榊原英資　慶應義塾大學教授、青山学院大學教授、早稻田大學客座教授
- 佐藤隆文　一橋大學大學院教授、名古屋大學大學院教授
- 柴田善雅　大東文化大學教授、官房調查企劃課官吏
- 下村治　日本經濟研究所會長
- 白鳥正喜　近畿大學教授
- 杉本和行　東京大學大學院教授
- 高橋洋一　嘉悦大學教授、東洋大學教授
- 武田昌輔　成蹊大學名譽教授
- 竹中治堅　政策研究大學院大學教授
- 田中修　信州大學教授
- 田中秀明　明治大學教授
- 津田廣喜　早稻田大學大學院教授
- 寺村信行　帝京大學客座教授、中央大學客座教授
- 永谷敬三　不列顛哥倫比亞大學名譽教授
- 西村吉正　早稻田大學大學院教授
- 野口悠紀雄　一橋大学名譽教授、早稻田大學大學院教授
- 秦郁彥　日本大學教授、千葉大學教授
- 藤井眞理子　東京大學教授
- 森信茂樹　中央大學大學院教授、大阪大學大學院教授
- 山田治德　早稻田大學教授
- 吉田和男　京都大學大學院教授
- 米倉明　東京大學名譽教授
- 渡邊博史　一橋大學大學院教授

### 其他
- 古海忠之　滿洲國國務院總務廳次長
- 難波經一　管理鴉片漸減政策的滿洲國專賣總局副局長、軍需省燃料局長官、整備局長官
- 長沼弘毅　福爾摩斯迷、公營競技調查會會長、公正取引委員會委員長、日本古倫美亞會長
- 三島由紀夫　小説家。與長岡實同期。
- 大場智滿　財務官。1985年與行天豐雄等參加了廣場協議的交涉。與吉野良彥同期。
- 寺村信行　中央大學教授、1993年住宅金融專門會社處理時代的大藏省銀行局長
- 西村吉正　早稻田大學教授、1995年向住宅金融專門會社注入公共資金時代的大藏省銀行局長
- 山口公生　日本政策投資銀行副總裁、1997年北海道拓殖銀行、山一證券破產時，1998年向日本債券信用銀行注入公共資金時的大藏省銀行局長
- 中島義雄　大藏省主計局次長、實業家
- 長野庬士　大藏省証券局長、律師。
- 宇井昇　中部日本放送播音員，大藏省技官出身
- 山川紘矢　翻譯家
- 村尾信尚　關西學院大學教授、日本電視臺系列節目《news zero》主持人
- 大薗治夫　小說家
- 香山滋　小説家、電影《哥斯拉》原作者
- 古茂田守介　洋畫家

## 备注
1. ↑  大蔵省百年史編集室. . 財務省. 1969. 第2節 大蔵省機構の再編成  [2024-06-28]. （原始内容存档于2024-01-25）.
2. 1 2  川北隆雄 『官僚たちの縄張り』 新潮社 p.225～226
3. ↑  银行行贿公务员渎职 大藏省丑闻震动日本（1998年2月8日）[永久]
4. ↑  . 華視新聞網. 1998-01-28  [2021-03-26]. （原始内容存档于2021-05-05） （中文（臺灣））.
5. ↑  岡崎久彦「真の保守とは何か」PHP新書、2010年、P129

## 相关页面
- 护送船队方式
- 日本经济